# Мачуха (фільм, 1958)
Мачуха (азерб. Ögey ana) — радянський художній фільм, знятий на Бакинській кіностудії в 1958 році режисером Абібом Ісмайловим. Зйомки фільму велися в селі Галаджиг Ісмаїллинського району.

## Сюжет
В одне з азербайджанських сіл, де живе юний Ісмаїл (грає Джейхун Мірзоєв), батько приводить дружину Діляру (грає Наджиба Мелікова), яка працює лікарем, і її дочку Джамілю, ровесницю і зведену сестру Ісмаїла. Ісмаїл — відомий бешкетник в селі і весь час дражнить Джамілю, а мачуху не любить. Але ще більше він починає її ненавидіти після того, як Діляра показує його батькові шкільний щоденник Ісмаїла, в якому одні двійки. За це батько Ісмаїла, Аріф (грає Фатех Фатуллаєв) не бере Ісмаїла з собою у гори, де він керує будівництвом дороги. Одного разу Ісмаїл підкидає Джамілі кажана, за те, що та поскаржилася на нього мамі. Діляра, дізнавшись про це, карає неслухняного хлопчика. Думка Ісмаїла про мачуху починає змінюватися, коли він бачить, як вона врятувала життя важко хворій людині. Він потайки робить уроки і поступово звикає до нової «мами». Під час чергової дитячої забави — у гру наввипередки — Ісмаїл пропонує Джамілі перейти через річку, і дівчинка, впавши у воду, важко застуджується. Ісмаїла мучить совість. Але тут він згадує, як його лікувала бабуся (грає Насіба Зейналова), напоївши чаєм з шипшини, що росте у горах. Ісмаїл біжить у гори, не знаючи, що там проводяться вибухові роботи з будівництва дороги. Діляра дізнається про те, куди побіг Ісмаїл, і біжить за ним, але не встигає. Під час вибуху Ісмаїл отримує важке поранення. Втративши дуже багато крові, Ісмаїл знаходиться на межі смерті. Але Діляра робить йому переливання крові, тим самим зберігши йому життя. Прокинувшись, Ісмаїл обіймає Діляру, назвавши її мамою, а не мачухою, як він це робив раніше.

## У ролях
- Джейхун Мірзоєв — Ісмаїл
- Наджиба Мелікова — Діляра
- Фатех Фатуллаєв — Аріф
- Джейхун Шаріфов — Дадаш
- Алескер Алекперов — Гусейн
- Хагігат Рзаєва — Гамер
- Азіза Мамедова — Солмаз
- Гаджи Мурат Ягіазаров — Аяз
- Насіба Зейналова — Фатьма
- Алі Курбанов — Курбаналі
- Шафіга Гасимова — Зейнаб

## Знімальна група
- Режисер — Абіб Ісмайлов
- Сценарист — Абіб Ісмайлов
- Оператор — Хан Бабаєв
- Композитор — Тофік Кулієв
- Художники — Ельбей Рзакулієв, Мамед Гусейнов